# Den fransk-syriske krig
Den fransk-syriske krig (fransk: la Guerre franco-syrienne) blev udkæmpet fra 1919 til 1921 mellem den tredje franske republik og det arabiske kongedømme Syrien. 

## Baggrund
Under araberopstanden under 1. verdenskrig, hvor briterne støttede araberne i Arabien og Levanten mod det osmanniske rige, som de var i krig med, lovede de at støtte arabisk uafhængighed efter krigen. Dette var i strid med Storbritanniens og Frankrigs interesser, og sammen indgik de i 1916 den hemmelige Sykes-Picot-aftalen, hvor dele af Mellemøsten blev delt i britiske og franske interesseområder. 
I 1920 blev den første moderne arabiske stat, det arabiske kongedømme Syrien, oprettet, med Fayṣal ibn Ḥusayn, en af heltene fra araberopstanden, som konge.

## Krigen
Den 23. juli 1920 blev slaget om Khan Maysalun udkæmpet mellem syriske og franske styrker. Kong Fayṣal havde da overgivet sig til franskmændene efter, at han havde indset hvor enorm, deres militære overlegenhed var, men hans forsvarsminister, general Yusuf al-‘Aẓmah, insisterede på, at syrerne ikke kunne lade franskmændene okkupere landet uden at møde modstand. Ved Maysalun-passet vest for Dimašq blev al-‘Aẓmahs nyrekrutterede styrke af frivillige irregulære, i alt måske 3.000 mand med ældre, let udstyr, overvundet af general Mariano Goybets franske styrker på 9.000 mand med moderne udstyr, og den 36 år gamle al-‘Aẓmah blev dræbt. 318 syrere blev dræbt i slaget. 42 franskmænd faldt, mens 154 blev såret.

## Efterspil
Krigen endte med, at franskmændene erobrede det, som senere blev Syrien og Libanon. Kong Fayṣal blev udvist til Storbritannien, og briterne, som var bekymrede for deres stilling i deres mandat Irak, godtog, at Fayṣal blev Iraks nye konge. 
"Storsyrien" blev opdelt i to mandater: Det franske Syrien-Libanon-mandat og det britiske Palæstinamandat, herunder det autonome Transjordan. Syrien-Libanon-mandatet blev opløst i 1946, Libanon blev uafhængigt i 1943 og Syrien i 1946.